# Боне, Адриан
Адриа́н Хавье́р Бо́не Са́нчес (исп. Adrián Javier Bone Sánchez; 8 сентября 1988, Эсмеральдас) — эквадорский футболист, вратарь клуба «Эмелек». Выступал в сборной Эквадора.

## Клубная карьера
Карьера Коне началась с коротких периодов игры в ЛДУ Куэнка и АУКАС, после чего в январе 2008 года он переехал в другую команду из столицы, ЭСПОЛИ. Там он вынужден был ждать шанса сыграть в течение двух сезонов, чтобы выиграть конкуренцию за место в рамке с другими представителями страны. Только в 2010 он стал основным вратарём ЭСПОЛИ в эквадорской Серии А, дебютировав во встрече с «Депортиво Кито», закончившейся поражением со счётом 0:2, заменив травмированного вратаря. За ЭСПОЛИ играл в течение трёх лет, не достигнув больших успехов.
Весной 2011 года Коне снова стал игроком команды из столицы «Депортиво Кито», с которым в 2011 году выиграл чемпионат Эквадора, однако, он, в основном, был резервистом Марсело Элисаги. Место в стартовом составе он получил в мае 2012 года после завершения карьеры конкурента, однако он снова потерял его через несколько месяцев, после прихода в команду нового вратаря Фабиана Карини. Соответственно, в марте 2013 его решил арендовать четвёртый в его карьере клуб — «Эль Насьональ» из Кито, в котором он сразу же стал основным вратарём команды. Через год после постоянной игры в стартовом составе команды он был выкуплен клубом за сумму $800,000.

## Карьера за сборную
Коне дебютировал за сборную Эквадора 2 сентября 2011 года. В этот день он сыграл в товарищеском матче против сборной Ямайки, выигранном со счётом 5:2. 14 мая 2014 года было объявлено, что Коне был включён в окончательную заявку сборной на ЧМ-2014 в Бразилии.

## Игры за сборную
| # | Дата            | Противник  | Результат | Соревнование      |
| - | --------------- | ---------- | --------- | ----------------- |
| 1 | 2 сентября 2011 | Ямайка     | 5:2       | Товарищеский матч |
| 2 | 6 сентября 2011 | Коста-Рика | 4:0       | Товарищеский матч |
| 3 | 5 марта 2014    | Австралия  | 4:3       | Товарищеский матч |

## Достижения
«Депортиво Кито»
- Чемпион Эквадора (1): 2011